# اسکات منویل
اسکات منویل (انگلیسی: Scott Menville؛ زادهٔ ۱۲ فوریهٔ ۱۹۷۱) هنرپیشه، صداپیشه و نوازنده گیتار بیس اهل ایالات متحده آمریکا است.